# James Wheaton Mott
James Wheaton Mott (ur. 12 listopada 1883 w New Washington w Pensylwanii, zm. 12 listopada 1945 w Bethesda w Maryland) – polityk i prawnik amerykański związany z Partią Republikańską.
W latach 1933–1945 był przedstawicielem pierwszego okręgu wyborczego w stanie Oregon w Izbie Reprezentantów Stanów Zjednoczonych.